# Топал Иззет Мехмед-паша
Топал Иззет Мехмед-паша, Топал Иззет-паша, Дарендели Мехмед-паша (тур. Darendeli Topal İzzet Mehmet Paşa; 1792, Даренде — 7 марта 1855, Стамбул) — османский государственный и военный деятель, великий визирь Османской империи (24 октября 1828 — 28 января 1829, 14 декабря 1841 — 30 августа 1842), капудан-паша (1827—1829).

## Биография
Родился в 1792 году в Даренде (сейчас — провинция Малатья, Турция). Его отцом был Ибрагим-бей. Начал свою службу при дяде Дарендели Али-паше, назначенном в 1809 году губернатором Коньи.
В ноябре 1824 году Иззет Мехмед-паша был назначен губернатором Анатолии и получил звание визиря. В июне 1825 года он проявил активность при упразднении янычарского корпуса. В феврале 1827 года Иззет Мехмед-паша был назначен капудан-пашой или каптан-ы дерья Османской империи.
Участник русско-турецкой войны 1828—1829 годов. В апреле 1828 года Иззет Мехмед-паша был отправлен в Румелию в качестве сердара в османскую армию в Эдирне и Шумле. В течение четырех месяцев руководил обороной крепости Варна, осажденной русской армией. 28 июня Иззет Мехмед-паша разбил передовые силы русских войск, не дав противнику возможности осадить крепость. В конце июля русский флот блокировал Варну с моря, а русские войска (23 тыс. чел.) осадили крепость. Иззет Мехмед-паша, командуя 20-тысячным гарнизоном, руководил обороной крепости. Османское командование отправило на помощь гарнизону Варны корпус Омера-паши, но русские отбили все попытки противника прорваться к Варне. 29 сентября 1828 года Варна капитулировала.
В падении Варны был обвинен великий визирь Бендерли Мехмед Селим-паша, который не оказал достаточной помощи осажденному гарнизону крепости. 24 октября 1828 года Бендерли Мехмед Селим-паша был отправлен в отставку. Новым великим визирем Османской империи был назначен Иззет Мехмед-паша. Он во главе османской армии прибыл в крепость Шумлу, где начал готовиться к военным кампаниях в следующем году. Но из-за плохой погоды и проливных дождей османская армия не смогла развернуть активную деятельность против русских войск. Великий визирь стал добиваться мира с Россией. В конце января 1829 года султан Махмуд II отправил в отставку великого визиря Иззет Мехмеда-пашу.
Иззет Мехмед-паша был отправлен в ссылку в Текирдаг. В 1829 году русская армия (60 тыс. чел) под командованием фельдмаршала И. И. Дибича пересекла Дунай и осадила Силистрию. 30 мая в битве под Кюлевцом османская армия под командованием Рашида Мехмед-паши, посланного на Варну, потерпела поражение от русской армии. 19 июня Силистрия была взята русскими войсками. Фельдмаршал Дибич во главе 30-тысячной армии прошел через Балканские горы и двинулся на Эдирне. Бургос был взят. Османская армия потерпела поражение 31 июля в битве под Сливеном. Эдирне был взят русскими. 28 августа русская армия уже находилась в 68 км от Стамбула.
Иззет Мехмед-паша, который находился в ссылке в Текирдаге, организовал и защитил местных жителей от русских. Вскоре он получил прощение султана. 14 сентября 1829 года между Россией и Османской империей был заключен Адрианопольский мирный договор.
В апреле 1831 года Иззет Мехмед-паша был отправлен губернатором в Видин, а в январе 1832 года он получил в управление Видинскую и Никопольскую области. В июле 1832 года Иззет Мехмед-паша был освобожден от занимаемой должности и отправлен в ссылку в Эдирне.
В январе 1834 года Иззет Мехмед-паша был помилован султаном. В июне того же года он получил назначение на пост губернатора Афьонкарахисара. В октябре 1834 года ему также были переданы Анкара, Чанкыры и Кастамону. В сентябре 1836 года Иззет Мехмед-паша был назначен губернатором новой провинции, созданной в Анатолии. В августе 1839 года он покинул эту должность и вернулся в Стамбул, где жил в своём особняке. В июле 1840 года Иззет Мехмед-паша был назначен стражем пролива Дарданеллы.
В августе 1840 года Иззет Мехмед-паша был назначен губернатором новой провинции в Сирии, созданной из Сайды, Бейрута и Триполи. Он добился определенных успехов против египетских сил в этом регионе. Но во время этого командования он был ранен в ногу из-за случайного взрыва пистолета, прикрепленного к спине его лошади. Он был освобожден от военной службы.
Поскольку он был ранен в ногу, он получил прозвище «Топал» (Хромой). Он был назначен губернатором Эдирне, но из-за тяжелой раны вынужден был в июне 1841 года отказаться от этого назначения и получил разрешение вернуться в Стамбул.
14 декабря 1841 года после освобождения от должности великого визиря Мехмеда Эмина Рауфа-паши под предлогом старости новым великим визирем во второй раз был назначен Топал Иззет Мехмед-паша. Но 30 августа 1842 года после происков его противников султан Абдул-Меджид отправил его в отставку.
В конце 1842 года Топал Иззет Мехмед-паша был назначен губернатором Эдирне, но через восемь месяцев, в мае 1843 года, был освобожден от занимаемой должности и проживал в Текирдаге.
В сентябре 1849 года Топал Иззет Мехмед-паша был назначен губернатором Худавендигара (Бурсы), но отказался от этого назначения. Он поселился в своём особняке в Стамбуле, где скончался 7 марта 1855 года. Он был похоронен в саду Махримах Валиде Султан в Айюпе.